# 尼勒克翠雀花
尼勒克翠雀花（学名：Delphinium nilekeense）一种于中国新疆维吾尔自治区伊犁哈萨克自治州尼勒克县独库公路海拔2420米的山坡草地中发现的多年生草本植物，隶属于毛茛科翠雀属密花翠雀花组高翠雀花亚组。

## 形态特征
尼勒克翠雀花植株高90－108厘米。茎单生，基部6－10毫米以上密布糙硬毛。叶基生，1-2枚，具长叶柄；叶片纸质，呈五角形，约9×15cm，3深裂。总状花序复杂，花梗密被短柔毛，萼片宿存，退化雄蕊瓣片黑色近方形，顶端2微裂，新皮子房密被短柔毛。种子具横向密集的狭片。